# مارسيلو كراسكا
مارسيلو كراسكا (بالإسبانية: Marcelo Carrusca)‏ مواليد 1 سبتمبر 1983 في لابلاتا، بوينس آيرس، الأرجنتين، هو لاعب كرة قدم أرجنتيني. يلعب كلاعب وسط. مثّل منتخب الأرجنتين لكرة القدم فئة الشباب.

## المسيرة الاحترافية

### أندية لعب لها
- إستوديانتيس دي لا بلاتا
- غلطة سراي

## روابط خارجية
- مارسيلو كراسكا على موقع اتحاد تركيا (لاعب) (الإنجليزية)
- مارسيلو كراسكا على موقع قاعدة بيانات كرة القدم.إي يو (الإنجليزية)
- مارسيلو كراسكا على موقع Soccerway.com (الإنجليزية)
- مارسيلو كراسكا على موقع عالم كرة القدم.نت (الإنجليزية)